# Myristica subcordata
Espèce
Statut de conservation UICN

 LC  : Préoccupation mineure
Myristica subcordata est une espèce de plantes du genre Myristica de la famille des Myristicaceae.

## Liste des variétés
Selon Catalogue of Life (18 septembre 2020) :
- variété Myristica subcordata var. gigacarpa
- variété Myristica subcordata var. morindiifolia
- variété Myristica subcordata var. rimosa